# Mazkeret Batya Silverbacks
I Mazkeret Batya Silverbacks sono una squadra di football americano di Mazkeret Batya, in Israele; la squadra è stata fondata nel 2012 come Rehovot Silverbacks e ha cominciato a giocare come "Mazkeret Batya" nel 2016.

## Dettaglio stagioni

### Tornei nazionali

#### Campionato

##### IFL
| Stagione | regular season | regular season | regular season | regular season | regular season | regular season | playoff | playoff | playoff | playoff | playoff | playoff   | playoff              |
|          | Vin            | Par            | Per            | Tot            | PF             | PS             | Vin     | Per     | Tot     | PF      | PS      | risultato | avversaria           |
| -------- | -------------- | -------------- | -------------- | -------------- | -------------- | -------------- | ------- | ------- | ------- | ------- | ------- | --------- | -------------------- |
| 2012-13  | 0              | 0              | 10             | 10             | 56             | 634            | -       | -       | -       | -       | -       | -         | -                    |
| 2013-14  | 1              | 0              | 9              | 10             | 146            | 483            | -       | -       | -       | -       | -       | -         | -                    |
| 2014-15  | 3              | 0              | 7              | 10             | 164            | 400            | -       | -       | -       | -       | -       | -         | -                    |
| 2015-16  | 1              | 0              | 9              | 10             | 109            | 343            | -       | -       | -       | -       | -       | -         | -                    |
| 2016-17  | 0              | 0              | 10             | 10             | 66             | 392            | -       | -       | -       | -       | -       | -         | -                    |
| 2017-18  | 2              | 0              | 8              | 10             | 155            | 192            | 0       | 1       | 1       | 6       | 38      | Wild Card | Petah Tikva Troopers |
| 2018-19  | 1              | 0              | 8              | 9              | 153            | 279            | -       | -       | -       | -       | -       | -         | -                    |
| 2019-20  | 1              | 0              | 9              | 10             | 129            | 349            | -       | -       | -       | -       | -       | -         | -                    |
| 2020-21  | 1              | 0              | 5              | 6              | 128            | 197            | -       | -       | -       | -       | -       | -         | -                    |
| 2021-22  | 2              | 0              | 7              | 9              | 128            | 265            | -       | -       | -       | -       | -       | -         | -                    |
| 2022-23  | 2              | 0              | 6              | 8              | 83             | 299            | -       | -       | -       | -       | -       | -         | -                    |
| Totale   | 14             | 0              | 88             | 102            | 1317           | 3833           | 0       | 1       | 1       | 6       | 38      |           |                      |

Fonti: Enciclopedia del Football - A cura di Massimo Mezzetti

### Riepilogo fasi finali disputate
| Anno | Luogo       | Evento      | Fase del torneo | Incontro                                          | Risultato |
| 2018 | Petah Tiqwa | Israel Bowl | Wild Card       | Petah Tikva Troopers - Mazkeret Batya Silverbacks | 38 - 6    |